# Morning on the Wissahiccon
Morning on the Wissahiccon (v angličtině též The Elk) je krátká esej amerického spisovatele a literárního teoretika Edgara Allana Poea z roku 1844.
Esej popisuje formou stručné povídky přírodní krásu okolí říčky Wissahiccon Creek, která ústí do řeky Schuylkill River ve východní Pensylvánii.

## Esej
Edgar Allan Poe kritizuje turisty, kteří se příliš zaměřují na „hlavní trasy regionu“ a opomíjejí krásu vzdálenějších lokací. Dále popisuje detailně prostředí a divokou krásu samotné říčky Wissahicon Creek. Během jedné návštěvy spatří na srázu jelena wapiti (anglicky Elk). Majestátnost tohoto „nejstaršího a nejsmělejšího“ z jelenů je pryč, když si uvědomí, že jde o domestikovaný kus a nikoli o divoké zvíře.
Poe v eseji odkazuje na dílo herečky Fanny Kemble. Tvrdí, že to byla ona, která poprvé přilákala pozornost k této nádherné krajině díky své vtipné knize o Spojených státech amerických.

## Historie vydání
Esej byla poprvé otištěna roku 1844 pod názvem Morning on the Wissahiccon v ročence založené Rufusem Wilmotem Griswoldem The Opal.
Stejně jako jedno autorovo předchozí dílo (povídka Ostrov víl) byla esej napsána jako doprovodný text k rytině. Originální rytina od Johna G. Chapmana vyobrazuje jelena wapiti v idylickém přírodním prostředí.